# 堀順一
堀 順一（ほり じゅんいち） は、日本の原子力工学者。京都大学複合原子力科学研究所教授、京都大学大学院工学研究科原子核工学専攻教授。

## 人物・経歴
1995年立教大学理学部物理学科卒業、東京工業大学（のちの東京科学大学）大学院理工学研究科原子核工学専攻修士課程入学。2001年同博士後期課程修了。指導教官は井頭政之。
2001年日本原子力研究所博士研究員。2003年京都大学原子炉実験所助手。2008年日本原子力学会核データ部会最優秀ポスター賞受賞。
2016年京都大学原子炉実験所准教授、京都大学大学院工学研究科原子核工学専攻准教授。2023年京都大学複合原子力科学研究所教授、京都大学大学院工学研究科原子核工学専攻教授。